# Krzysztof Lijewski
Krzysztof Lijewski (født 7. juli 1983 i Ostrów Wielkopolski, Polen) er en polsk håndboldspiller, der spiller for polske Vive Kielce. 
Hans storebror, Marcin Lijewski, er også tidligere professionel håndboldspiller.

## Landshold
Lijewski er en del af det polske landshold, og var blandt andet en del af holdet, da det overraskende vandt sølvmedaljer ved VM i 2007. 